# Inhumans (tegneserie)
Inhumans var en fiktiv superheltgruppe. Inhumans optrådte første gang i Fantastic Four fra 1965. Medlemmer af gruppen inkluderer Black Bolt, Medusa, Crystal, Gorgon, Karnak, Triton, og Lockjaw. Nogle af figurene er baseret på den Græsk mytologi som Medusa, eller Gorgon. De er blevet skabt af Stan Lee og Jack Kirby. I 2017 medvirkede de i tv-serien Inhumans.
 Der er for få eller ingen kildehenvisninger i denne artikel, hvilket er et problem. Du kan hjælpe ved at angive troværdige kilder til de påstande, som fremføres i artiklen.

| Taleboble | Spire Denne tegneserieartikel er en spire som bør udbygges. Du er velkommen til at hjælpe Wikipedia ved at udvide den. |